# Cricotopus polychromus
Cricotopus polychromus är en tvåvingeart som först beskrevs av Jean-Jacques Kieffer 1906.  Cricotopus polychromus ingår i släktet Cricotopus och familjen fjädermyggor.
Artens utbredningsområde är Frankrike. Inga underarter finns listade i Catalogue of Life.